# ساري قية (سراب)
ساري قية هي قرية في مقاطعة سراب، إيران. عدد سكان هذه القرية هو 271 في سنة 2006.